# Gaylussacia brachycera
Gaylussacia brachycera (englisch box huckleberry, box-leaved whortleberry, deutsch Buchsblättrige Huckleberry) ist ein niedriger Strauch aus der Familie der Heidekrautgewächse aus Nordamerika. Er ist mit Heidelbeeren und anderen Huckleberrys verwandt. Seine Heimat sind die östlich-zentralen Vereinigten Staaten (Pennsylvania, Delaware, Maryland, Virginia, West Virginia, North Carolina, Kentucky und Tennessee).
Gaylussacia brachycera kann von den anderen Arten der Gattung leicht durch ihre Blätter unterschieden werden: Sie ähneln stark denen des Buchsbaums (daher der Trivialname); die für Huckleberrys typischen Harzflecken fehlen. Wie ihre Verwandten trägt sie im Frühsommer weiße urnenförmige Blüten, welche im Spätsommer nach der Bestäubung blaue, essbare Beeren hervorbringen. Sie wird vorwiegend in den Appalachen gefunden; viele der dortigen Standorte waren den Ureinwohnern bekannt, die die Beeren sammelten und aßen, bevor Botaniker in den 1920er Jahren auf sie aufmerksam wurden.
Als Relikt-Art der letzten Kaltzeit war G. brachycera nahezu ausgestorben. Sie ist selbstinkompatibel und kommt in isolierten Beständen vor, die sich klonal durch sich ausbreitende Wurzeln vermehren. Ein Bestand in Pennsylvania wurde einst auf ein Alter von 13.000 Jahren geschätzt; jüngere Schätzungen ergaben ein Höchstalter von 8.000 Jahren, was sie zum ältesten Gehölz östlich der Rocky Mountains machen würde. Ein weiterer Bestand in Pennsylvania, etwa 1.300 Jahre alt, wurde im Hoverter and Sholl Box Huckleberry Natural Area unter Schutz gestellt.
Die Art galt 2012 laut der Nature Conservancy in den USA als gefährdet („G3“).

## Beschreibung
Gaylussacia brachycera ist ein niedriger Strauch von 6 in (ca. 150 mm) bis 8 in (ca. 200 mm) Höhe. Seine Blätter ähneln denen des Buchsbaums (daher der Trivialname). Sie sind etwa 1 in (ca. 30 mm) lang und oval, glänzend und fein gezähnt, und werden im Winter rot. Die immergrünen Blätter ohne Harzflecken unterscheiden sich stark von denen anderer Gaylussacia-Arten. G. brachycera blüht im Mai und Juni. Die Blüten sind urnenförmig und weiß, gelegentlich violett gefärbt. Wie bei anderen Huckleberrys scheinen sie als Traube der Blattachsel zu entspringen. Die Früchte, die im Juli und August erscheinen, sind blaue Beeren an einem kurzen Blütenstiel.

## Taxonomie
Gaylussacia brachycera wurde erstmals 1796 nahe Winchester (Virginia) (wahrscheinlich im heutigen West Virginia) gesammelt und durch den Botaniker André Michaux beschrieben. Michaux nannte die Art in seiner Flora Boreali-Americana, die 1803 erschien, Vaccinium brachycerum. Matthias Kinn (etwa 1800) und Frederick Traugott Pursh (1805) sammelten gleichfalls Belege in West Virginia. R. A. Salisbury nannte die Art 1805 V. buxifolium, was für die folgenden 40 Jahre der allgemein gebräuchliche Name wurde; der Trivialname „box-leaved whortle-berry“ (deutsch Buchsbaumblättrige Blau- oder Schwarzbeere) war zu dieser Zeit gebräuchlich.
Bis 1845 wurden keine weiteren Belege gesammelt, als Spencer Baird, ein Professor am Dickinson College, einen Bestand nahe New Bloomfield (Pennsylvania) entdeckte. Die Art wurde 1846 von Asa Gray in G. brachycera auf der Basis von Bairds Beleg umbenannt. (Gaylussacia wurde bis 1819 nicht als eigenständige Gattung anerkannt.) Die Entdeckung kam durch die Freundschaft zwischen Gray und Baird zustande, die schließlich in der Berufung des letzteren zum Geschäftsführer der Smithsonian Institution mündete.
John Kunkel Small ordnete 1933 die Art als Buxella brachycera einer monospezifischen Gattung zu. Diese wurde jedoch nicht allgemein akzeptiert und von anderen Autoren aus nomenklatorischen Gründen und wegen „phyletischer Mangelhaftigkeit“ zurückgewiesen. Jüngere Untersuchungen von 2002 legten nahe, dass die Monophylie von G. brachycera mit dem Rest der Gattung Gaylussacia „mehrdeutig“ ist, und die weitere Analyse der Gattung Vaccinium könnte ergeben, dass G. brachycera wieder dieser zugerechnet wird.

### Synonyme
The Plant List, ein Gemeinschaftsprojekt der Royal Botanic Gardens (Kew) und des Missouri Botanical Garden, führt die folgenden Synonyme auf:
- Vaccinium brachycerum Michx. 1803
- Vaccinium buxifolium Salisb.
- Buxella brachycera Small
- Adnaria brachycera (Torr. & A.Gray) Kuntze
- Decamerium brachycerum (Michx.) Ashe

## Verbreitung und Lebensraum
Etwa 100 einzelne Vorkommen sind für Gaylussacia brachycera in der wissenschaftlichen Literatur dokumentiert. Bis zu Bairds Sammlung 1845 gingen die Fundorte der Art in West Virginia für die Wissenschaft verloren, und lange Zeit war der Fundort in Pennsylvania der einzig bekannte. Belege von G. brachycera wurden schließlich 1870 in Delaware durch William M. Canby erbracht.
Frederick V. Coville erlangte 1919 Aufmerksamkeit durch einen Beitrag zu der gefährdeten Art im Wissenschaftsjournal Science. Während er die Art für die Verwendung im Gartenbau untersuchte, fand er nur zwei Herbar-Belege, die von Baird und Canby. (Coville war der Beleg von Kinn aus West Virginia, der sich im Muhlenberg Herbarium befindet, offensichtlich unbekannt.) Bei einer Besichtigung des Fundortes in New Bloomfield 1918 entdeckte er, dass der gesamte Bestand mit Ausnahme eines durch Bewirtschaftung abgetrennten Bereichs über die Wurzeln miteinander verbunden war, und dass es außerhalb der Grenzen des Bestandes keine Setzlinge gab. Coville schloss daraus, dass die Pflanze selbstinkompatibel sei und sich durch Ausbreitung der Wurzeln vermehre. Nachdem 1918 aus dem Bestand in New Bloomfield eine Lastwagenfuhre von Gaylussacia brachycera für die kommerzielle Vermehrung in einer Baumschule entnommen worden war, sorgte sich Coville besonders um den Erhalt der Art, da der Fundort der einzige damals bekannte war. (Er wurde 1929 vom Staat als Hoverter and Sholl Box Huckleberry Natural Area unter Schutz gestellt.) Edgar T. Wherry war jedoch in der Lage, den verloren geglaubten Bestand in Delaware 1919 ausfindig zu machen und einige Exemplare zur Kreuzung nach Pennsylvania zu schicken.
Der Bericht darüber erregte beträchtliches Interesse an der Art. Weitere Bestände wurden in Pennsylvania und Delaware gefunden, einer in Maryland, mehrere in Virginia, drei in Tennessee (1920–1930), zwei in Kentucky (1927–1932), und viele in West Virginia (1921). Als er 1932 diese Entdeckungen zusammenfasste, wies Wherry darauf hin, dass viele der Bestände schon den Ortsansässigen bekannt waren, die die Beeren zum Essen sammelten, dabei aber Namen wie „juniper-berry“ (deutsch Wacholder-Beere), „ground-huckleberry“ (deutsch Boden-Huckleberry) und „bear-huckleberry“ (deutsch Bären-Huckleberry) verwendeten. Er rief die Wissenschafts-Gemeinschaft zu intensiveren Bemühungen auf, solche lokalen Kenntnisse für die Pflanzengeographie zu nutzen. In jüngster Zeit (2003) wurde ein Bestand im Durham County (North Carolina) entdeckt, der erste Nachweis für diesen Bundesstaat.
Die meisten Nachweise von Gaylussacia brachycera wurden in den Appalachen erbracht; sie reichen von Zentral-Pennsylvania im Norden bis nach Ost-Tennessee im Süden. Die Belege aus Maryland und Delaware stammen jedoch aus der Atlantischen Küstenebene, und der einzige Fundort aus North Carolina liegt im Piedmont. Die punktartige Verbreitung der Art legt nahe, dass sie einst weiter über Nordamerika verbreitet war, doch an den meisten Orten durch Gletschervorstöße verbrängt wurde und nur dort überleben konnte, wo sie dem Eis in geschützten Bereichen entkam.

## Ökologie
Gaylussacia brachycera bevorzugt trockene, saure Böden, u. a. den Unterwuchs von Wäldern, und Halbschatten. Die Fundorte an waldigen Hängen sind eher nach Norden gerichtet; der Fundort bei New Bloomfield ist jedoch westwärts ausgerichtet. An einem der Fundorte in Delaware hat sich ein Bestand bis an den feuchten Rand eines Moores ausgebreitet, der größte Teil wächst jedoch auf einem trockenen, sandigen Hang.
Die Art ist selbstinkompatibel, so dass sich einzelne Pflanzen nicht selbst sexuell vermehren können. Sie bilden stattdessen Bestände, die sich vegetativ über ihre Wurzelausläufer vermehren. Ein Bestand von G. brachycera bei Losh Run (Pennsylvania) wurde zum Zeitpunkt seiner Entdeckung auf eine Länge von 6.500 ft (ca. 1.980 m) geschätzt. Wenn dieser Bestand aus einem Samen am Juniata River durch klonales Wachstum mit einer Rate von 15 Zentimetern pro Jahr erwachsen sein sollte, wäre er 13.000 Jahre alt und damit der älteste lebende Organismus in den Vereinigten Staaten und der zweitälteste der Welt, nur noch übertroffen von Lomatia tasmanica. Dies scheint jedoch aus klimatischen Gründen eine zu großzügige Schätzung zu sein. Zu der Zeit, als der Standort von einem borealen Nadelwald bedeckt war, könnte er zu kalt für das Überleben von G. brachycera gewesen sein; der gegenwärtig dort wachsende Wald ist nicht eher als vor 8.000 Jahren dort erschienen. Auch dieses Alter würde den Bestand zum ältesten Gehölz in Nordamerika östlich der Rocky Mountains machen. Aktuelle Studien haben versucht zu bestimmen, ob die Reproduktion tatsächlich komplett klonal vonstattenging (da der Bestand durch einen Waldbrand 1963 und den Straßenbau in den 1970er Jahren schwer beschädigt wurde). In aus dem Bestand entnommenen Proben wurden zwei Genotypen gefunden, doch sind sie vermutlich eher durch somatische Mutation als durch sexuelle Reproduktion entstanden. Die Zerstörung von 80 Prozent des Bestandes durch den Brand und den Straßenbau macht es leider unmöglich, die Frage endgültig zu beantworten.
Die Raupe des Nachtfalters Dichomeris juncidella wurde fressend an den Blättern beobachtet. Die Beeren werden von Truthühnern und Kragenhühnern gefressen. Sie werden schon lange von Menschen in West Virginia, Kentucky und Tennessee zum Essen gesammelt. Reverend Frederick W. Gray, der in den 1920er Jahren viele Bestände in West Virginia dokumentierte, fand erstmals Interesse an der Pflanze, als ihm „Juniper“ Pie serviert wurde, wobei „Juniper“ der lokale Name für die Buchsblättrige Huckleberry ist. Er fand sie jedoch geschmacksfrei.

## Nutzung
Durch die Beteiligung des United States Department of Agriculture sind Bemühungen, G. brachycera als Bodendecker im Landschaftsbau zu etablieren, auf einem guten Weg. Die Art ist kommerziell aus mindestens einer Quelle verfügbar, aber schwer zu vermehren, so dass sie für viele Baumschulen nicht profitabel ist. In New Bloomfield (Pennsylvania) wurde die Buchsblättrige Huckleberry Teil der Festlichkeiten zum Neujahr, bei denen eine Nachbildung des Strauches aus Pappmaché anstelle eines Times Square Ball heruntergelassen wird, um den Beginn des neuen Jahres zu markieren.